# بانيان (مقاطعة فسا)
بانيان (بالفارسية: بانیان) هي قرية تقع في قسم كوشك قاضي الريفي (مقاطعة فسا) في إيران. يقدر عدد سكانها بـ 1,252 نسمة .